# Tour du Finistère 2011
Il Tour du Finistère 2011, ventiseiesima edizione della corsa e valida come evento dell'UCI Europe Tour 2011 categoria 1.1, si svolse il 16 aprile 2011 su un percorso totale di circa 186,1 km. Fu vinto dal francese Romain Feillu che terminò la gara in 4h13'52", alla media di 43,984  km/h.
Al traguardo 64 ciclisti portarono a termine il percorso.

## Ordine d'arrivo (Top 10)
| Pos. | Corridore        | Squadra      | Tempo    |
| ---- | ---------------- | ------------ | -------- |
| 1    | Romain Feillu    | Vacansoleil  | 4h13'52" |
| 2    | Armindo Fonseca  | Bretagne     | a 1"     |
| 3    | Sandy Casar      | FDJ          | a 2"     |
| 4    | Thomas Voeckler  | Europcar     | s.t.     |
| 5    | Justin Jules     | La Pomme     | s.t.     |
| 6    | Nicolas Vogondy  | Cofidis      | s.t.     |
| 7    | Maxime Méderel   | BigMat       | s.t.     |
| 8    | Romain Hardy     | Bretagne     | s.t.     |
| 9    | Jean-Marc Marino | Saur-Sojasun | s.t.     |
| 10   | Sylvain Georges  | BigMat       | s.t.     |